# Year Zero
Year Zero (znany także jako Halo 24) – studyjny album Nine Inch Nails, wydany w kwietniu 2007. Wyprodukowany przez frontmana NIN Trenta Reznora we współpracy z Atticusem Rossem, Alanem Moulderem (obaj pracowali także przy With Teeth) oraz Brianem Gardnerem.
W wywiadzie dla Kerrang! z 2005 Reznor wyjawił, że zamierza napisać materiał na nowe wydawnictwo podczas trasy With Teeth, zostało to potwierdzone we wrześniu 2006.
Faza miksowania Year Zero rozpoczęła się w styczniu 2007, album został ukończony 5 lutego 2007.

## Lista utworów
1. "HYPERPOWER!" – 1:42
2. "The Beginning of the End" – 2:47
3. "Survivalism" – 4:23
4. "The Good Soldier" – 3:23
5. "Vessel" – 4:52
6. "Me, I'm Not" – 4:51
7. "Capital G" – 3:50
8. "My Violent Heart" – 4:13
9. "The Warning" – 3:38
10. "God Given" – 3:50
11. "Meet Your Master" – 4:08
12. "The Greater Good" – 4:52
13. "The Great Destroyer" – 3:17
14. "Another Version of the Truth" – 4:09
15. "In This Twilight" – 3:33
16. "Zero-Sum" – 6:14

## Promocja
12 lutego 2007 fani odkryli, że na nowych koszulkach promujących trasę wyróżnione litery tworzą tekst I am trying to believe. Okazało się, że istnieje strona iamtryingtobelieve.com, a wkrótce znaleziono kilka powiązanych stron (ze zbliżonymi IP) zawierających antyutopijną wizję świata za 15 lat. Wiele wydarzeń opisanych na tych stronach ma miejsce w roku 0000.. Wkrótce okazało się, że strony zostały stworzone przez 42 Entertainment w celu promocji płyty Year Zero. Trent Reznor stwierdził: Termin "marketing" jest dla mnie w tym momencie frustrujący. To czego teraz doświadczacie to JEST "rok zero". To nie jest sztuczka żebyście kupili płytę – to JEST forma sztuki.. i my dopiero zaczynamy. Mam nadzieję, że ta jazda wam się spodoba.

### Pamięci USB
12 lutego 2007 fani znaleźli pamięci USB w toaletach podczas koncertu NIN w Lizbonie. Znajdowały się na nich wysokiej jakości mp3 z utworem "My Violent Heart", który szybko rozprzestrzenił się w internecie. Kolejne USB z tym utworem zostały znalezione w Madrycie. 19 lutego w Barcelonie znaleziono USB z utworem "Me, I'm Not". 25 lutego w Manchesterze znaleziono USB z "In This Twilight" i zdjęcie zdemolowanego znaku "Hollywood".

Pamięci USB były po prostu mechanizmem wycieku muzyki i danych, które chcieliśmy wypuścić. Nośnik, jakim jest CD, jest przestarzały i niestosowny. To jest zupełnie boleśnie oczywiste czego chcą ludzie – muzyki wolnej od DRM, z którą mogą robić co chcą. Jeśli chciwy przemysł płytowy przyjmie tę koncepcję, szczerze myślę, że ludzie będą płacić za muzykę i korzystać z niej w większym stopniu.

### Teaser trailer
22 lutego 2007 na oficjalnej stronie Year Zero pojawił się trailer. Zawierał przelotne spojrzenie na niebieski znak drogowy z napisem "I AM TRYING TO BELIEVE" oraz zniekształcony widok "The Presence". Muzyką w trailerze był zwolniony mix "Another Version of the Truth" (14. utwór na płycie).

### Radio
3 marca 2007, pomiędzy 1:00 a 2:00 rano w radiu KROQ została puszczona piosenka "The Beginning of the End". Oficjalnie był to przeciek, jednak wkrótce utwór zaczął krążyć po internecie.
4 kwietnia 2007 w KROQ nastąpiła premiera "Capital G".

### Transmisja strumieniowa
4 kwietnia 2007 cały album został udostępniony do odsłuchania przez streama z oficjalnej strony NIN. 10 kwietnia 2007 pojawił się także na profilu NIN w serwisie MySpace.

## Tematyka
Trent Reznor uznał Year Zero za concept album który mógłby dotyczyć końca świata, stwierdził także że nie brzmi jak With Teeth.
Na albumie miało się znaleźć 15 utworów, które Reznor uznał za "bardzo koncepcyjne, dosyć głośnie i cholernie czadowe". Napisał później że kończąc album musiał "walczyć z ludźmi których pracą jest wymyślenie jak sprzedać nagranie. Jedynie przy With Teeth się to nie zdarzyło. Tym razem jednak spodziewana była dramatyczna walka. Nie jest to przyjazne nagranie i z pewnością nie brzmi jak cokolwiek innego obecnie. Reznor wyraził także swoje niezadowolenie z obecnych trendów w muzyce rockowej, zwłaszcza emo.

## Termiczno-chromowana płyta
Wierzch płyty jest terminczno-chromowany, wrażliwy na ciepło. W normalnych warunkach płyta jest prawie czarna (oprócz tytułu), po podgrzaniu dysk robi się prawie biały, znika tytuł, pojawiają się linie, bloki, informacja o prawach autorskich i serie zer i jedynek.
Sekwencja binarna tłumaczy się jako exterminal.net, prowadząc do strony pod tym adresem.
Reznor ostatnio skrytykował fakt że w Australii płyta kosztuje o 10 dolarów więcej z powodu tej termicznej powłoczki, twierdząc że powinno to kosztować jedynie 83 centy.

## United States Bureau of Morality
Do albumu dołączana jest mała wkładka, na której poza informacjami o prawach autorskich i ostrzeżeniami antypirackimi, znajduje się ostrzeżenie od fikcyjnego United States Bureau of Morality (USBM, pol. Amerykańskie Biuro ds. Moralności) informujące:

USBM WARNING:
Consuming or spreading this material may be deemed subversive by the United States Bureau Of Morality. If you or someone you know has engaged in subversive acts or thoughts, call:
1-866-445-6580
BE A PATRIOT – BE AN INFORMER!

Po wybraniu podanego numeru, nagranie głosu kobiety z USBM ostrzega dzwoniących że są domyślnie uznani za winnych używania antyamerykańskich mediów i zostali oznaczeni jako potencjalni bojownicy.
W książeczce, po dokładniejszym przyjrzeniu się tytułowi "Another Version of the Truth" po jego lewej stronie widać blade "http://". Po dodaniu ".com" powstaje adres http://anotherversionofthetruth.com/ prowadzący do fikcyjnej strony USBM. Po kliknięciu myszką na obrazie i poruszeniu nią spod spodu wyłania się inny obraz. Po kliknięciu na "Another Version of the Truth" na odkrytym obrazie zostaniemy przeniesieni do nieprawdziwego forum z apokaliptycznymi tematami i wzmiance o "The Presence". Po kliknięciu na słowie resistance w temacie "Acts of Resistance" zostaniemy przeniesieni do strony bethehammer.net.

## Przeciek
1 kwietnia 2007 w kilku sieciach P2P pojawił się bootleg z imprezy w Chicago 18 marca, na której przedstawiono nagrania. Jakość dźwięku jest bardzo słaba, co pozwala uważać, że osoba nagrywająca korzystała prawdopodobnie z telefonu komórkowego.
4 kwietnia 2007 w sieciach P2P pojawił się przeciek w postaci wysokiej jakości promocyjnych płyt. Tego samego dnia po południu płyta pojawiła się na oficjalnej stronie w formie streamów do darmowego odsłuchu.

## Projekt filmowy
Kerrang! Radio ogłosiło, że Reznor przyznał, że jest już w trakcie rozmów o filmowej wersji nadchodzącego albumu, jako części koncepcji z drugą częścią zaplanowaną na przyszły rok. Wcześniej Reznor informował, że Year Zero częścią większego przedsięwzięcia składającego się z kilku rzeczy nad którymi pracuje. Stwierdził też, że napisał soundtrack do nieistniejącego filmu.

## Twórcy
- William Artope – trąbka w "Capital G"
- Matt Demeritt – saksofon w "Capital G"
- Josh Freese – perkusja w "Hyperpower!" i "Capital G"
- Geoff Galleos – saksofon w "Capital G"
- Jeff Galleos – instrumenty dęte "Capital G"
- Brian Gardner – mastering
- Elizabeth Lea – puzon w "Capital G"
- Alan Moulder – mix
- Trent Reznor – produkcja, wykonawca
- Atticus Ross – produkcja
- Saul Williams – chórki w "Survivalism" i "Me, I'm Not"

## Pozycje na listach przebojów

### Album
| Rok  | Lista                            | Szczyt |
| ---- | -------------------------------- | ------ |
| 2007 | Billboard 200                    | 2      |
| 2007 | Billboard Top Internet Albums    | 1      |
| 2007 | Billboard Top Rock Albums        | 1      |
| 2007 | United World Chart               | 2      |
| 2007 | Australian Albums Chart          | 5      |
| 2007 | Austrian Albums Chart            | 4      |
| 2007 | Belgian Albums Chart             | 17     |
| 2007 | Canadian Albums Chart            | 3      |
| 2007 | Czech Republic Albums Chart      | 40     |
| 2007 | Croatian Albums Chart            | 15     |
| 2007 | Danish Albums Chart              | 24     |
| 2007 | Dutch Albums Chart               | 25     |
| 2007 | Finnish Albums Chart             | 5      |
| 2007 | French Albums Chart              | 17     |
| 2007 | German Albums Chart              | 6      |
| 2007 | Greek Albums Chart               | 12     |
| 2007 | Hungarian Albums Chart           | 37     |
| 2007 | Icelandic Albums Chart           | 10     |
| 2007 | Irish Albums Chart               | 13     |
| 2007 | Italian Albums Chart             | 18     |
| 2007 | New Zealand RIANZ Charts         | 20     |
| 2007 | Norwegian Albums Chart           | 8      |
| 2007 | Oricon International Album Chart | 7      |
| 2007 | Spanish Albums Chart             | 32     |
| 2007 | Swedish Albums Chart             | 7      |
| 2007 | Swiss Albums Chart               | 13     |
| 2007 | UK Albums Chart                  | 6      |
| 2007 | UK Rock Albums Chart             | 1      |

### Single
| Rok  | Singel        | Lista                       | Szczyt |
| ---- | ------------- | --------------------------- | ------ |
| 2007 | "Survivalism" | Canadian Singles Chart      | 1      |
| 2007 | "Survivalism" | Eurochart Hot 100 Singles   | 36     |
| 2007 | "Survivalism" | U.S. Billboard Hot 100      | 68     |
| 2007 | "Survivalism" | U.S. Modern Rock Tracks     | 1      |
| 2007 | "Survivalism" | U.S. Mainstream Rock Tracks | 14     |
| 2007 | "Survivalism" | UK Singles Chart            | 29     |
| 2007 | "Survivalism" | UK Rock Singles Chart       | 2      |
| 2007 | "Survivalism" | Scottish Singles Chart      | 7      |
| 2007 | "Capital G"   | U.S. Mainstream Rock Tracks | 37     |
| 2007 | "Capital G"   | U.S. Modern Rock Tracks     | 9      |